# Hugo Olmi
Hugo Roberto Olmi (Ciudad de Buenos Aires, 22 de febrero de 1955 - 14 de abril de 2025) fue un piloto argentino de automovilismo de velocidad. De dilatada carrera a nivel local, se lo reconoce por sus incursiones en las categorías Turismo Carretera, TC 2000, Turismo Nacional y Supercart, donde tuvo su principal desarrollo deportivo.

## Carrera deportiva
A nivel zonal en su país, incursionó en las categorías Asociación Libres Mil Agrupados (ALMA) y Fiat 128 IAVA. Asimismo, fue campeón argentino de la Clase 2 del Turismo Nacional en 1984 (al comando de un Fiat 128), y subcampeón nacional del Club Argentino de Pilotos en 1987 (al comando de un Datsun 280 ZX) y del Supercart en 1993 (sobre un Chevrolet Chevy). Integró también el primer equipo oficial de la marca Fiat (Sevel) en el Turismo Competición 2000, además de haber incursionado en el Turismo Carretera con las marcas Ford y Dodge. Apodado Conejo, el piloto se retiró de la actividad en el año 2001.

## Trayectoria
| Año  | Categoría                                     | Automóvil               |
| ---- | --------------------------------------------- | ----------------------- |
| 1980 | Debut en Libres 1000                          | Fiat 600                |
| 1981 | Libres 1000 ALMA                              | Fiat 600                |
| 1982 | Debut en TC 1100 ALMA                         | Fiat 128 IAVA           |
| 1983 | Debut en la Clase 2 del Turismo Nacional      | Fiat 128 1300           |
| 1984 | Campeón de Clase 2 del Turismo Nacional       | Fiat 128 1300           |
| 1985 | Debut en Club Argentino de Pilotos            | Datsun 280 ZX           |
| 1985 | Clase 2 del Turismo Nacional, 1 carrera       | Fiat 128 1300           |
| 1986 | Club Argentino de Pilotos                     | Datsun 280 ZX           |
| 1986 | Debut en Clase 3 del Turismo Nacional         | Renault 18              |
| 1986 | Debut en Turismo Competición 2000, 1 carrera  | Peugeot 505             |
| 1987 | Subcampeón Club Argentino de Pilotos          | Datsun 280 ZX           |
| 1987 | Turismo Competición 2000                      | Peugeot 505             |
| 1988 | Club Argentino de Pilotos                     | Datsun 280 ZX           |
| 1988 | Turismo Competición 2000, 4 carreras          | Peugeot 505             |
| 1988 | Turismo Competición 2000, 4 carreras          | Volkswagen Gacel        |
| 1989 | Debut en Turismo Carretera, 5 carreras        | Dodge GTX               |
| 1989 | Debut en Turismo Carretera, 5 carreras        | Ford Falcon             |
| 1989 | Turismo Competición 2000, 5 carreras          | Ford Sierra             |
| 1990 | Clase 3 del Turismo Nacional, 1 carrera       | Volkswagen Gacel        |
| 1991 | Turismo Competición 2000, 6 carreras          | Fiat Regatta            |
| 1991 | Debut en Supercart                            | Chevrolet Chevy         |
| 1992 | Supercart                                     | Chevrolet Chevy         |
| 1993 | Subcampeón Supercart                          | Chevrolet Chevy         |
| 1993 | Invitado a las 2 horas de Buenos Aires del TC | Chevrolet Chevy         |
| 1993 | Turismo Competición 2000, 3 carreras          | Ford Escort Ghia        |
| 1994 | Clase 3 del Turismo Nacional                  | Volkswagen Gol          |
| 1995 | Turismo Carretera, 2 carreras                 | Ford Falcon - Dodge GTX |
| 1996 | Turismo Carretera                             | Ford Falcon             |
| 1996 | Turismo Competición 2000, 1 carrera           | Ford Escort Ghia        |
| 1996 | Superturismo Sudamericano, 1 carrera          | Ford Mondeo I           |
| 1997 | Turismo Carretera, 3 carreras                 | Ford Falcon             |
| 1998 | Turismo Carretera, 2 carreras                 | Ford Falcon             |
| 1999 | Turismo Carretera                             | Ford Falcon             |
| 2000 | Turismo Carretera, 5 carreras                 | Dodge Cherokee          |
| 2001 | Turismo Carretera, 3 carreras                 | Ford Falcon             |

- [3][4]

## Palmarés
| Título     | Categoría                    | Automóvil       | Año  |
| ---------- | ---------------------------- | --------------- | ---- |
| Campeón    | Clase 2 del Turismo Nacional | Fiat 128        | 1984 |
| Subcampeón | Club Argentino de Pilotos    | Datsun 280 ZX   | 1987 |
| Subcampeón | Supercart                    | Chevrolet Chevy | 1993 |